# Bogdan-Iulian Huțucă
Bogdan-Iulian Huțucă (n. 10 iulie 1967

, Constanța) este un deputat român, ales în 2016. 